# مقارنه کیوان و مشتری

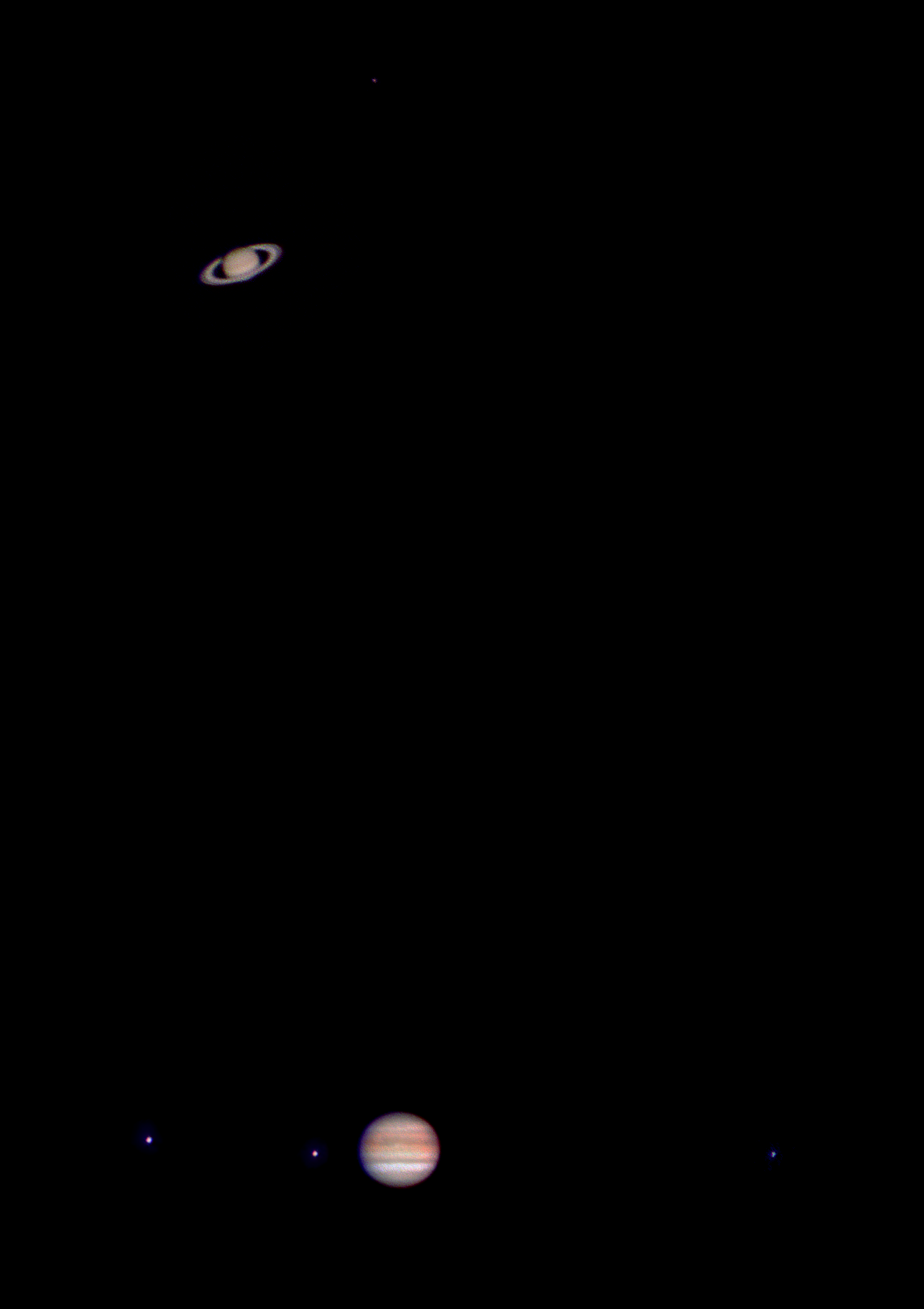
نگاره موزائیک شده از مقارنهٔ بزرگ سال ۲۰۲۰. گرفته شده ۴ ساعت پیش از نزدیکترین رویکرد با زحل (بالا سمت چپ) و مشتری (پایین سمت راست) که به فاصلهٔ تقریباً ۶–۷ ثانیه قوسی از هم جدا شده‌اند. ۳ قمر از ۴ قمرهای گالیله‌ای در اطراف مشتری قابل مشاهده هستند. از پایین چپ به بالا سمت راست آنها اروپا]، آیو، گانیمد هستند. تیتان (ماه) را می‌توان در پایین سمت راست زحل مشاهده کرد.

مقارنهٔ کیوان و مشتری یا مقارنهٔ بزرگ (انگلیسی: Great conjunction)، پیوستن دو سیارهٔ بزرگ سامانه خورشیدی کیوان و مشتری است؛ زمانی که از دیدگاه زمین این دو سیاره در آسمان به هم نزدیک می‌شوند. مقارنه‌های بزرگ تقریباً هر ۲۰ سال هنگامی رخ می‌دهد که مشتری در مدار خود از زحل «سبقت می‌گیرد». این رویدادها به دلیل بسیار نادر بودن مقارنه‌ها بین سیاره‌های «چشم غیر مسلح» (یعنی به استثنای اورانوس و نپتون) «بزرگ» نامگذاری شده‌اند.
فاصلهٔ بین سیاره‌ها در یک مقارنه در مقایسه با یک مقارنهٔ دیگر فاصلهٔ متفاوتی است و در اکثر رویدادها از ۰٫۵ تا ۱٫۳ درجه (۳۰ تا ۷۸ دقیقه در دقیقه، یعنی ۱ تا ۲٫۵ برابر عرض ماه بدر (کامل) است. مقارنه‌های بسیار نزدیک خیلی کم اتفاق می‌افتند (اگرچه حداکثر ۱٫۳ درجه هنوز هم طبق استانداردهای سیاره‌های داخلی نزدیک است): جدایی کمتر از ۱۰ قوس از سال ۱۲۰۰ میلادی تاکنون تنها چهار بار اتفاق افتاده‌است که آخرین آن اخیراً در سال ۲۰۲۰ بوده‌است.

## مکانیک آسمانی

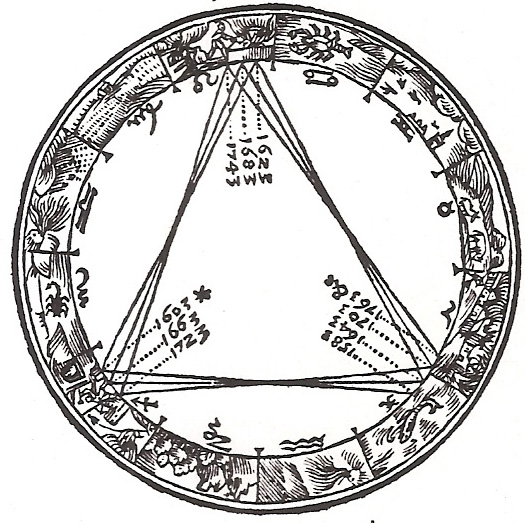
الگوی چرخش مثلثی مقارنهٔ بزرگ در کتاب یوهانس کپلر (۱۶۰۶): در باب ابرنواختر

به‌طور متوسط، در هر دورهٔ ۱۹٫۱۹۵ سالهٔ ژولینی یک مقارنهٔ بزرگ رخ می‌دهد (که هر سال آن دوره‌ها ۳۶۵٫۲۵ روز است). این عدد را می‌توان با فرمول دورهٔ تناوب مداری زیر محاسبه کرد:
{\displaystyle {\frac {1}{\left({\frac {1}{J}}-{\frac {1}{S}}\right)}}\approx 7253.46\;\mathrm {days} \displaystyle ,}
که در اینجا J و S به ترتیب دوره‌های مداری مشتری (۴۳۳۲٫۵۹ روز) و زحل (۱۰۷۵۹٫۲۲ روز) هستند. (در عمل، اندازهٔ مدار زمین نیز می‌تواند باعث شود که مقارنه‌های بزرگ تا چند ماه از زمان متوسط یا از زمانی که از دیدگاه خورشید اتفاق می‌افتد دوباره به‌وجود آید) از آنجا که دوره‌های معادل سایر جفت‌های سیاره‌ای چشم غیر مسلح همه زیر ۲۷ ماه هستند، این باعث می‌شود تقارن‌های بزرگ نادرترین آنها باشند.
گاهی اوقات در دوره‌ای، بیش از یک مقارنهٔ بزرگ وجود دارد و این زمانی است که رویداد به اندازهٔ کافی به مقابله سیاره‌ای نزدیک است: به این گونه مقارنه تقارن سه‌گانه گفته می‌شود (که ویژهٔ مقارنه‌های بزرگ نیست).
تازه‌ترین مقارنهٔ بزرگ اخیر در ۲۱ دسامبر سال ۲۰۲۰ اتفاق افتاد و مقارنهٔ بزرگ بعدی در ۴ نوامبر ۲۰۴۰ رخ خواهد داد. در طول مقارنهٔ بزرگ ۲۰۲۰، دو سیاره در نزدیکترین نقطه ۶ دقیقه قوسی در آسمان از هم فاصله داشتند که نزدیکترین فاصله بین دو سیاره از سال ۱۶۲۳ بود. نزدیکی نتیجهٔ مقارنه‌ای است که در مجاورت یکی از دو طول دائرةالبروجی که؛ به نظر می‌رسد این دو مدار از دیدگاه مشاهده از خورشید (که در اینجا دیدگاهی مشابه زمین دارد) با هم تلاقی می‌کنند، در حال رخ دادن‌است.
از آنجا که ۱۹٫۸۵۹ سال برابر با ۱٫۶۷۴ مدار مشتری و ۰٫۶۷۴ مدار زحل است، از این دوره‌های مداری تنها سه دوره به یک عدد کامل نزدیک می‌شود. به همین دلیل است که چرخه طول؛ همان‌گونه که در نمودار بالا نشان داده شده، دارای یک الگوی مثلثی است.  سه رأس مثلث‌ها در همان جهت سیاره‌ها می‌چرخند؛ با نرخ تقریبی یک ششم چرخش در هر چهار سده، بنابراین مقارنه‌های بزرگ را در یک چرخهٔ تقریباً چهار قرنی ایجاد می‌کند. طول مقارنه‌های بزرگ نزدیک در حال حاضر حدود ۳۰۷٫۴ و ۱۲۷٫۴ درجه است، به ترتیب در صورت‌های فلکی بزغاله (جدی) و خرچنگ (سرطان). موقعیت زمین در مدار آن، می‌تواند سیاره‌ها را تا حدود ۱۰ درجه جلوتر یا از طول جغرافیایی مرکزی خود نشان دهد.

## نگارخانه

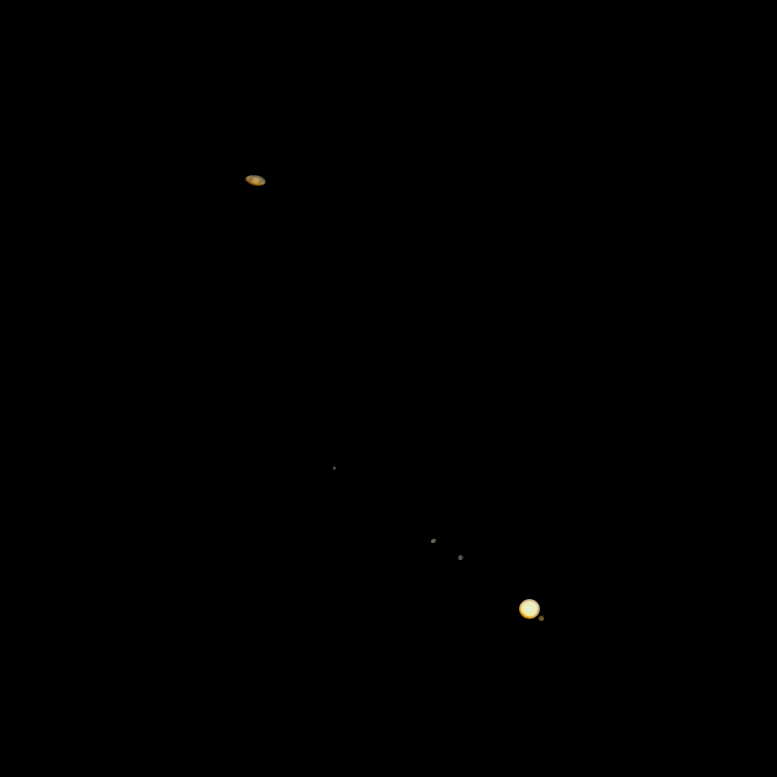
عکسی که دو روز پیش از کوتاه‌ترین نزدیکی با فاصله تقریباً ۱۵ دقیقه قوسی گرفته شده‌است.
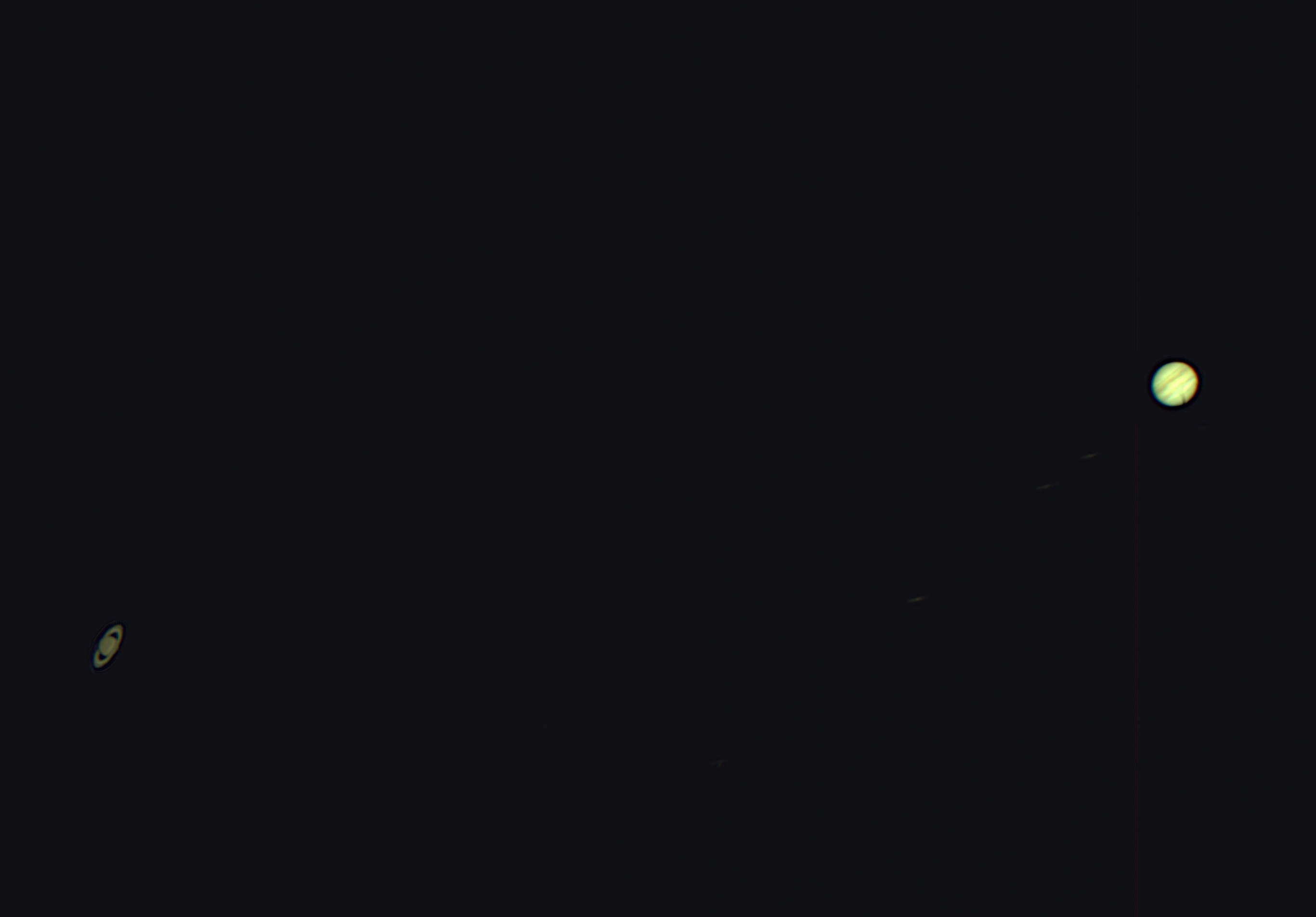
مقارنهٔ کیوان و مشتری در تاریخ ۱۹ دسامبر سال ۲۰۲۰ که با یک تلسکوپ ۳۶۶ میلیمتری (۱۴ اینچ) SCT و CCD رنگی گرفته شده‌است.
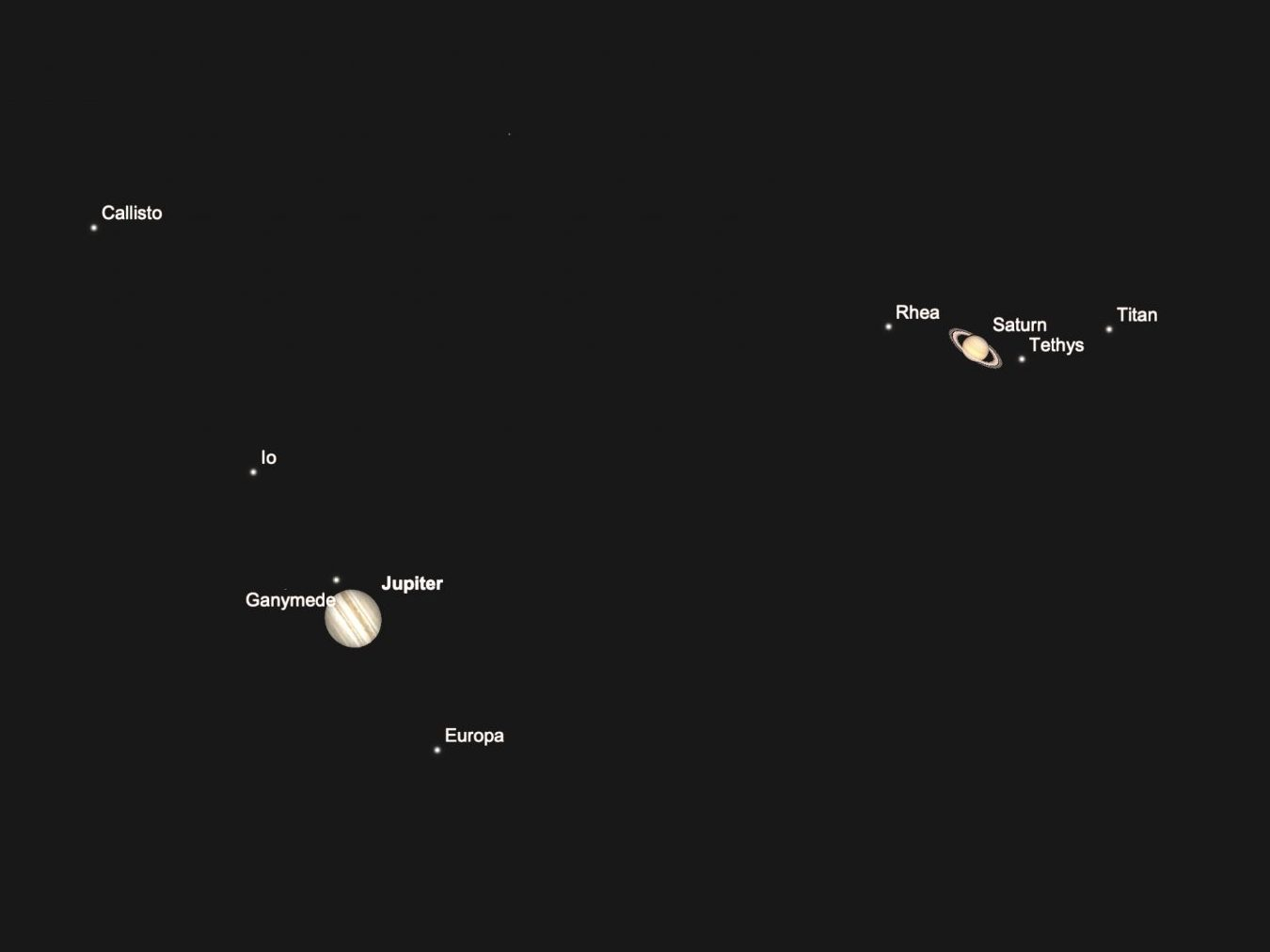
نمای سناریوی بهترین حالت شبیه‌سازی شده از طریق تلسکوپ.
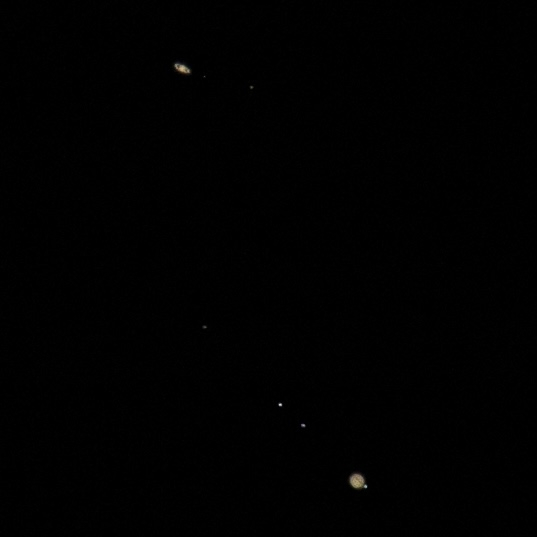
عکسی از مقارنهٔ بزرگ سال ۲۰۲۰ که دو روز پیش از نزدیکترین رویکرد با چهار قمر گالیله‌ای که در اطراف مشتری دیده می‌شوند.

## فهرست مقارنه‌های بزرگ
جدول زیر ویژگی‌های مقارنه‌های بزرگ بین سال‌های ۱۲۰۰ تا ۲۴۰۰ را نشان می‌دهد. تاریخ رویداد مقارنه‌ها در
معادل آسمانی بُعد (فاصله زاویه‌ای) آورده شده‌است (با تاریخ رخ دادن مقارنه‌ها در طول دائرةالبروج می‌تواند چندین روز متفاوت باشد). تاریخ‌های قبل از ۱۵۸۲ در گاه‌شماری ژولینی آمده در حالی که تاریخ‌های بعد از ۱۵۸۲ در تقویم میلادی است.
طول جغرافیایی مکان اولین نقطه برج حمل (محل اعتدال مارس یا نقطه بهار) در دوران
(مبدأ J2000) در خلاف جهت عقربه‌های ساعت اندازه‌گیری می‌شود. این سیستم مختصات غیر چرخان با پیش‌روی محوری زمین حرکت نمی‌کند، بنابراین برای محاسبه‌های مکان ستاره‌ها مناسب است. (در اخترسنجی عرض و طول جغرافیایی بر اساس دائرةالبروج است که مدار زمین پیوسته (از دیدگاه ستارگان ثابت) به سمت خورشید و در جهت مخالف آن در حرکت است). سیستم دیگر اندازه‌گیری مقارنه‌های بزرگ دستگاه مختصات استوایی است که در خلاف جهت عقربه‌های ساعت در بُعد از نقطه اول برج حمل اندازه‌گیری می‌شود و بر اساس طول و عرض جغرافیایی و استوای زمین است که نصف النهار نقطه اعتدال هر دو به‌طور نامحدود به سمت بالا گسترش یافته‌است؛ بُعد جداسازی دائرةالبروج معمولاً کوچکتر است.
| تاریخ           | مختصات دائرةالبروجی (درجه) | فاصله (دقیقه و ثانیه قوسی) | زاویه کشیدگی (درجه) | Series | آسانی مشاهده                     | سه‌گانه |
| --------------- | -------------------------- | -------------------------- | ------------------- | ------ | -------------------------------- | ------ |
| ۱۶ آوریل ۱۲۰۶   | 66.8                       | 65.3                       | +23.0               | 2      | به عرض جغرافیایی ناظر بستگی دارد | No     |
| ۴ مارس ۱۲۲۶     | ۳۱۳٫۸                      | ۲٫۱                        | −48.6               | 3      | Yes                              | No     |
| ۲۱ سپتامبر ۱۲۴۶ | 209.6                      | 62.3                       | +13.5               | 4      | No                               | No     |
| ۲۳ ژوئیه ۱۲۶۵   | ۷۹٫۹                       | ۵۷٫۳                       | −58.5               | 5      | Yes                              | No     |
| ۳۱ دسامبر ۱۲۸۵  | 318.0                      | 10.6                       | +19.8               | 6      | به عرض جغرافیایی ناظر بستگی دارد | No     |
| ۲۴ دسامبر ۱۳۰۵  | ۲۲۰٫۴                      | ۷۱٫۵                       | −70.0               | 1      | Yes                              | Yes    |
| ۲۰ آوریل ۱۳۰۶   | 217.8                      | 75.5                       | +170.7              | 1      | Yes                              | Yes    |
| ۱۹ ژوئیه ۱۳۰۶   | 215.7                      | 78.6                       | +82.5               | 1      | Yes                              | Yes    |
| ۱ ژوئن ۱۳۲۵     | ۸۷٫۲                       | ۴۹٫۲                       | −0.4                | 2      | No                               | No     |
| ۲۴ مارس ۱۳۴۵    | ۳۲۸٫۲                      | ۲۱٫۲                       | −52.5               | 3      | Yes                              | No     |
| ۲۵ اکتبر ۱۳۶۵   | ۲۲۶٫۰                      | ۷۲٫۶                       | −3.7                | 4      | No                               | No     |
| ۸ آوریل ۱۳۸۵    | 94.4                       | 43.2                       | +58.8               | 5      | Yes                              | No     |
| ۱۶ ژانویه ۱۴۰۵  | 332.1                      | 29.3                       | +18.1               | 6      | No                               | No     |
| ۱۰ فوریه ۱۴۲۵   | 235.2                      | 70.7                       | +104.1              | 1      | Yes                              | Yes    |
| ۱۰ مارس ۱۴۲۵    | ۲۳۴٫۴                      | ۷۲٫۴                       | −141.6              | 1      | Yes                              | Yes    |
| ۲۴ اوت ۱۴۲۵     | 230.6                      | 76.3                       | +62.6               | 1      | Yes                              | Yes    |
| ۱۳ ژوئیه ۱۴۴۴   | ۱۰۶٫۹                      | ۲۸٫۵                       | −15.9               | 2      | No                               | No     |
| ۷ آوریل ۱۴۶۴    | ۳۴۲٫۱                      | ۳۸٫۲                       | −52.6               | 3      | Yes                              | No     |
| ۱۷ نوامبر ۱۴۸۴  | ۲۴۰٫۲                      | ۶۸٫۳                       | −12.3               | 4      | No                               | No     |
| ۲۵ مه ۱۵۰۴      | 113.4                      | 18.7                       | +33.5               | 5      | به عرض جغرافیایی ناظر بستگی دارد | No     |
| ۳۰ ژانویه ۱۵۲۴  | 345.8                      | 46.1                       | +19.1               | 6      | No                               | No     |
| ۱۷ سپتامبر ۱۵۴۴ | 245.1                      | 69.2                       | +53.4               | 1      | Yes                              | No     |
| ۲۵ اوت ۱۵۶۳     | ۱۲۵٫۳                      | ۶٫۸                        | −42.1               | 2      | Yes                              | No     |
| ۲ مه ۱۵۸۳       | ۳۵۵٫۹                      | ۵۲٫۹                       | −51.2               | 3      | Yes                              | No     |
| ۱۷ دسامبر ۱۶۰۳  | ۲۵۳٫۸                      | ۵۹٫۰                       | −17.6               | 4      | No                               | No     |
| ۱۷ ژوئیه ۱۶۲۳   | 131.9                      | 5.2                        | +12.9               | 5      | No                               | No     |
| ۲۴ فوریه ۱۶۴۳   | 0.1                        | 59.3                       | +18.8               | 6      | No                               | No     |
| ۱۷ اکتبر ۱۶۶۳   | 254.8                      | 59.2                       | +48.7               | 1      | Yes                              | No     |
| ۲۳ اکتبر ۱۶۸۲   | ۱۴۳٫۵                      | ۱۵٫۴                       | −71.8               | 2      | Yes                              | Yes    |
| ۸ فوریه ۱۶۸۳    | 141.1                      | 11.6                       | 175.8               | 2      | Yes                              | Yes    |
| ۱۷ مه ۱۶۸۳      | 138.9                      | 15.8                       | +77.5               | 2      | Yes                              | Yes    |
| ۲۱ مه ۱۷۰۲      | ۱۰٫۸                       | ۶۳٫۴                       | −53.5               | 3      | Yes                              | No     |
| ۵ ژانویه ۱۷۲۳   | ۲۶۵٫۱                      | ۴۷٫۷                       | −23.8               | 4      | به عرض جغرافیایی ناظر بستگی دارد | No     |
| ۳۰ اوت ۱۷۴۲     | ۱۵۰٫۸                      | ۲۷٫۸                       | −10.3               | 5      | No                               | No     |
| ۱۸ مارس ۱۷۶۲    | 15.6                       | 69.4                       | +14.5               | 6      | No                               | No     |
| ۵ نوامبر ۱۷۸۲   | 271.1                      | 44.6                       | +44.9               | 1      | Yes                              | No     |
| ۱۶ ژوئیه ۱۸۰۲   | 157.7                      | 39.5                       | +41.3               | 2      | Yes                              | No     |
| ۱۸ ژوئن ۱۸۲۱    | ۲۷٫۱                       | ۷۲٫۹                       | −62.9               | 3      | Yes                              | No     |
| ۲۶ ژانویه ۱۸۴۲  | ۲۸۱٫۱                      | ۳۲٫۳                       | −27.1               | 4      | به عرض جغرافیایی ناظر بستگی دارد | No     |
| ۲۰ اکتبر ۱۸۶۱   | ۱۷۰٫۲                      | ۴۷٫۴                       | −39.5               | 5      | Yes                              | No     |
| ۱۷ آوریل ۱۸۸۱   | 33.0                       | 74.5                       | +3.8                | 6      | No                               | No     |
| ۲۸ نوامبر ۱۹۰۱  | 285.4                      | 26.5                       | +38.3               | 1      | Yes                              | No     |
| ۸ سپتامبر ۱۹۲۱  | 177.3                      | 58.3                       | +11.1               | 2      | No                               | No     |
| ۶ اوت ۱۹۴۰      | ۴۵٫۲                       | ۷۱٫۴                       | −89.8               | 3      | Yes                              | Yes    |
| ۲۱ اکتبر ۱۹۴۰   | ۴۱٫۱                       | ۷۴٫۱                       | −165.7              | 3      | Yes                              | Yes    |
| ۱۴ فوریه ۱۹۴۱   | 39.9                       | 77.4                       | +73.3               | 3      | Yes                              | Yes    |
| ۱۸ فوریه ۱۹۶۱   | ۲۹۵٫۷                      | ۱۳٫۸                       | −34.5               | 4      | به عرض جغرافیایی ناظر بستگی دارد | No     |
| ۱ ژانویه ۱۹۸۱   | ۱۸۹٫۸                      | ۶۳٫۷                       | −91.4               | 5      | Yes                              | Yes    |
| ۶ مارس ۱۹۸۱     | ۱۸۸٫۳                      | ۶۳٫۳                       | −155.9              | 5      | Yes                              | Yes    |
| ۲۵ ژوئیه ۱۹۸۱   | 185.3                      | 67.6                       | +62.7               | 5      | Yes                              | Yes    |
| ۲۸ مه ۲۰۰۰      | ۵۲٫۶                       | ۶۸٫۹                       | −14.6               | 6      | No                               | No     |
| ۲۱ دسامبر ۲۰۲۰  | 300.3                      | 6.1                        | +30.2               | 1      | به عرض جغرافیایی ناظر بستگی دارد | No     |
| ۴ نوامبر ۲۰۴۰   | ۱۹۷٫۸                      | ۷۲٫۸                       | −24.6               | 2      | به عرض جغرافیایی ناظر بستگی دارد | No     |
| ۸ آوریل ۲۰۶۰    | 59.6                       | 67.5                       | +41.7               | 3      | Yes                              | No     |
| ۱۵ مارس ۲۰۸۰    | ۳۱۰٫۸                      | ۶٫۰                        | −43.7               | 4      | Yes                              | No     |
| ۱۸ سپتامبر ۲۱۰۰ | 204.1                      | 62.5                       | +29.5               | 5      | به عرض جغرافیایی ناظر بستگی دارد | No     |
| ۱۵ ژوئیه ۲۱۱۹   | +۷۳٫۲                      | ۵۷٫۵                       | −37.8               | 6      | Yes                              | No     |
| ۱۴ ژانویه ۲۱۴۰  | 315.1                      | 14.5                       | +22.7               | 1      | به عرض جغرافیایی ناظر بستگی دارد | No     |
| ۲۰ فوریه ۲۱۵۹   | ۲۱۵٫۳                      | ۷۱٫۲                       | −50.3               | 2      | Yes                              | No     |
| ۲۸ مه ۲۱۷۹      | 80.6                       | 49.5                       | +16.1               | 3      | No                               | No     |
| ۸ آوریل ۲۱۹۹    | ۳۲۵٫۶                      | ۲۵٫۲                       | −50.0               | 4      | Yes                              | No     |
| ۱ نوامبر ۲۲۱۹   | 221.7                      | 63.1                       | +6.8                | 5      | No                               | No     |
| ۶ سپتامبر ۲۲۳۸  | ۹۳٫۲                       | ۳۹٫۳                       | −67.6               | 6      | Yes                              | Yes    |
| ۱۲ ژانویه ۲۲۳۹  | 90.2                       | 47.5                       | +161.3              | 6      | Yes                              | Yes    |
| ۲۲ مارس ۲۲۳۹    | 88.4                       | 45.3                       | +89.9               | 6      | Yes                              | Yes    |
| ۲ فوریه ۲۲۵۹    | 329.6                      | 33.3                       | +19.6               | 1      | به عرض جغرافیایی ناظر بستگی دارد | No     |
| ۵ فوریه ۲۲۷۹    | ۲۳۱٫۹                      | ۶۹٫۹                       | −80.3               | 2      | Yes                              | Yes    |
| ۷ مه ۲۲۷۹       | ۲۲۹٫۹                      | ۷۳٫۸                       | −172.6              | 2      | Yes                              | Yes    |
| ۳۱ اوت ۲۲۷۹     | 227.2                      | 74.9                       | +73.3               | 2      | Yes                              | Yes    |
| ۱۲ ژوئیه ۲۲۹۸   | ۱۰۰٫۶                      | ۲۸٫۳                       | −6.0                | 3      | No                               | No     |
| ۲۶ آوریل ۲۳۱۸   | ۳۳۹٫۸                      | ۴۱٫۸                       | −51.8               | 4      | Yes                              | No     |
| ۱ دسامبر ۲۳۳۸   | ۲۳۷٫۳                      | ۶۶٫۳                       | −7.4                | 5      | No                               | No     |
| ۲۲ مه ۲۳۵۸      | 107.5                      | 18.5                       | +50.7               | 6      | Yes                              | No     |
| ۱۸ فوریه ۲۳۷۸   | 343.7                      | 50.5                       | +19.4               | 1      | No                               | No     |
| ۲ اکتبر ۲۳۹۸    | 240.7                      | 65.9                       | +58.2               | 2      | Yes                              | No     |

| Angular distance  | شمار مقارنه‌ها |
| ----------------- | ------------- |
| 0 to 10 arcmin    | ۵             |
| 10 to 20 arcmin   | ۸             |
| 20 to 30 arcmin   | ۷             |
| 30 to 40 arcmin   | ۵             |
| 40 to 50 arcmin   | ۱۰            |
| 50 to 60 arcmin   | ۸             |
| 60 to 70 arcmin   | ۱۶            |
| 70 to 78.6 arcmin | ۱۶            |
| over 78.6 arcmin  | ۰             |

| زاویه کشیدگی         | Number of conjunctions |
| -------------------- | ---------------------- |
| −180 to −135 degrees | ۴                      |
| −135 to −90 degrees  | ۱                      |
| −90 to −45 degrees   | ۱۵                     |
| −45 to 0 degrees     | ۱۷                     |
| 0 to +45 degrees     | ۲۲                     |
| +45 to +90 degrees   | ۱۲                     |
| +90 to +135 degrees  | ۱                      |
| +135 to +180 degrees | ۳                      |

| Type of set                  | Number of conjunctions |
| ---------------------------- | ---------------------- |
| part of a triple conjunction | ۲۱                     |
| single conjunction           | ۵۴                     |